# Лойд Остин
Лойд Джеймс Остин (на английски: Lloyd James Austin III) е американски генерал и министър на отбраната на САЩ от 22 януари 2021 г.
Преди да се пенсионира от армията през 2016 г., Остин служи като командир на Централното командване на въоръжените сили на САЩ и заместник-началник щаб на армията. Той е първият афроамериканец, служил на тези постове. На 7 декември 2020 г. е номиниран за секретар по отбраната от Джо Байдън, което е прието от Сената с мнозинство.